# Finland under mellankrigstiden
Mellankrigstiden i Finland är tiden från Finska inbördeskrigets slut 1918 till Finska vinterkrigets utbrott i november 1939. 

## Frändefolkskrigen
Frändefolkskrigen (finska heimosodat) var en serie konflikter mellan 1918 och 1922 som involverade det nyligen självständiga Finland och de närliggande regioner där östersjöfinska språk talades. Konflikterna utspelade sig ofta i Ryssland eller i områden som gränsar till Ryssland. Omkring 9000 finländska frivilliga deltog i aktioner vars mål var att stöda eller ta kontrollen över områden befolkade av till finnarna besläktade folk, så kallande frändefolk. Aktionerna syftade till antingen till att ta kontrollen över dessa områden eller att hjälpa dem att uppnå självständighet. Många av de som deltog inspirerades av idén om Storfinland. Vissa konflikter bestod av expeditioner från Finland eller lokala uppror där de frivilliga ville hjälpa frändefolken i deras kamp för självständighet eller annektera områdena till Finland.
Finländarna deltog i fem olika expeditioner.
- Vitkarelska expeditionen (1918)
- Estniska frihetskriget (1917-1920)
- Aunus-expeditionen (1919)
- Petsamoexpeditionerna (1918 och 1920)
- Ingermanländarnas uppror (1919)

Finländarna fick delvis stöd från civila i dessa områden, men majoriteten av befolkningen var inte intresserad av finländsk propaganda, utan förväntade sig mera stöd i form av mat och kläder. Eftersom Finland aldrig officiellt deltog i expeditionerna, tog truppernas resurser fort slut och de fick konstatera att de inte har realistiska möjligheter att verkställa sina mål.

## Freden i Dorpat
Freden i Dorpat tecknades mellan Finland och Sovjetryssland den 14 oktober 1920. Freden specificerade för första gången Finlands gränser. Ryssland erkände Finlands historiska gränser (det vill säga storfurstendömet Finlands gräns från 1812, som till stor del följde gränsen från freden i Stolbova). Dessutom gav Ryssland Petsamoområdet till Finland, som tsar Alexander II hade lovat Finland redan 1860. Finland i sin tur returnerade socknen Repola och Porajärvi i Östkarelen, som blivit ockuperade under Karelenexpeditionerna. Freden i Dorpat var mycket förmånlig för Finland, men den extrema högern i Finland, speciellt Akateeminen Karjala-Seura ansåg den vara en skamfred, då Ryssland fick behålla Östkarelen. Vissa finska frivilliga fortsatte att slåss i Kriget i Östkarelen (1921-1922).
Ledaren för den finska delegationen i Tartu, Juho Kusti Paasikivi, konstaterade senare att freden var för förmånlig för att kunna bli långvarig.

## Efter inbördeskriget

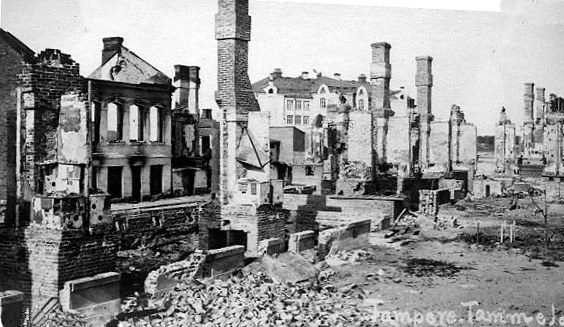
Ruiner i Tammerfors efter att staden intagits av de vita.

Efter inbördeskriget var Finland djupt splittrat. Tusentals socialister som stridit på den "röda" sidan sattes i fångläger. De röda hade under kriget avrättat ca 1 650 civila med vita sympatier (känt som röda terrorn), och de vita hämnades efter kriget genom att fälla dödsdom med tveksamma grunder i lägren, vilket resulterade i 7 000-9 000 döda (känt som vita terrorn). Dessutom dog många i lägren av hunger eller spanska sjukan som härjade som värst månaderna efter kriget.
Finland var på väg att bli Kungariket Finland efter inbördeskriget. Friedrich Karl von Hessen, som var vald till finsk konung med namnet Fredrik Kaarle. I samtida officiella finska dokument kallas han Fredrik Kaarle, men trots det finns det en allmänt utbredd uppfattning att han hade för avsikt att anta kunganamnet Väinö I, en uppgift som ofta nämns även i nutida officiella dokument trots att den varit svår att verifiera historiskt. Han avsade sig dock kronan efter att Tyskland hade blivit besegrat i första världskriget. Den 17 juli 1919 blev Finland slutligen en republik och som första president valdes Kaarlo Juho Ståhlberg.
Största delen av den radikala vänstern hade i slutskedet av kriget flytt till Sovjetryssland, och den moderata vänstern var länge utesluten från politiken. Först år 1926 kunde Väinö Tanner bilda en socialdemokratisk minoritetsregering och bl.a. benådade de röda som ännu var fängslade efter kriget. Det tog dock långt in på 1930-talet förrän det finländska folket började känna sig enigt.

## 1920-1939
Den unga självständiga statens förhållanden till grannländerna var inte så bra till en början. Förhållandena till Sovjetryssland (från 1922 Sovjetunionen) var problematisk på grund av Östkarelens situation, som Finland gärna såg som autonomt. Sovjetunionen ansåg dock en nominell autonomi vara tillräcklig. En annan problempunkt var Ålandsfrågan. Ålänningarna ville ansluta sig till Sverige, men kravet avslogs direkt från finskt håll. År 1921 löste Nationernas Förbund tvisten till Finlands fördel men på villkor att öarna inte fick förfinskas utan Finland tvingades att acceptera svenskan som språk på öarna. Konflikten gjorde dock att Finlands relation med Sverige förblev ansträngd. 
Vissa kretsar i finska regeringen ville lösa problemet med Finlands försvar med en försvarsunion med Estland, Lettland och Polen. Riksdagen ratificerade dock aldrig något avtal om detta, och Finland sökte sig till en modell av nordisk neutralitet. 
Ett nonaggressionsavtal med Sovjetunionen tecknades 1932. I slutet av 1930-talet planerades en försvarsunion mellan Finland och Sverige, men det blev aldrig av bl.a. att Sovjetunionen motsatte sig detta.
Under Ståhlbergs presidenttid (1919-1925) hade högern och centern makten. De röda som fått de längsta fängelsestraffen efter inbördeskriget benådades. Socialdemokratiska partiet kunde först 1926 bilda en minoritetsregering och kunde ordna en allmän benådning.
De radikalaste socialdemokraterna flydde till Ryssland och grundade där Finlands kommunistiska parti. Eftersom den var grundad av upprorsmännen kunde den inte agera i Finland. Därför grundade FKP som sin lagliga fasad Finlands socialistiska arbetarparti, som fick 27 av 199 platser i riksdagsvalet 1922. Polisen arresterade dock alla partiets riksdagsledamöter för landsförräderi, och partiet förbjöds. Samtidigt konstituerade sig den fascistiska Lapporörelsen. Under åren 1929-1932 anföll Lapporörelsen kommunistiska tidningar, ordnade massprotester och även terroriserade privata medborgare med att transportera dem till östgränsen (s.k. "skjutsar"). En av dessa privatpersoner var f.d. president Ståhlberg. Kommunisterna fick inte delta i riksdagsvalet 1930 och all kommunistisk verksamhet i Finland förbjöds.
Pehr Evind Svinhufvud blev vald till president 1931 med stöd av Lapporörelsen. Efter att kommunisterna redan var under kontroll började Lappofolket vända sig mot socialdemokraterna. Lapporörelsen försökte ta makten i Mäntsäläupproret 1932, men president Svinhufvud, som extremisterna trodde var på deras sida, höll ett radiotal där han uttryckte klart att han försvarar Finlands lagliga statsmakt. Därefter föll upproret fort samman. Strax efter upproret upplöstes Lapporörelsen, och politiska partiet Fosterländska folkrörelsen grundades för att fortsätta extremhögerns arbete. Partiet i sin tur förbjöds i och med mellanfredsvillkoren med Sovjetunionen 1944.
Ett historiskt misslyckande i finsk politisk historia var förbudslagen 1919-1932. Brottsligheten och alkoholkonsumtionen ökade rekordartat under dessa år, och 1929 uppskattade man mängden olagliga utskänkningsställen i Helsingfors till flera hundra. Förbudslagen upphävdes först efter en folkomröstning 1932.
I slutet av 1930-talet försökte Finland hålla sig neutralt då konflikterna mellan Europas stormakter närmade sig. I augusti 1939 slöt Tyskland och Sovjetunionen den s.k. Molotov-Ribbentroppakten, där Finland hamnade i den sovjetiska intressesfären. Strax efteråt ville Stalin att Finland skickar en delegation till Moskva för att diskutera "konkreta politiska frågor", en händelseserie som resulterade i utbrottet av vinterkriget.